# 1123 en santé et médecine
| Années de la santé et de la médecine : 1120 - 1121 - 1122 - 1123 - 1124 - 1125 - 1126    |
| Décennies de la santé et de la médecine : 1090 - 1100 - 1110 - 1120 - 1130 - 1140 - 1150 |

Cet article présente les faits marquants de l'année 1123 en santé et médecine.

## Fondations
- Fondation par Rahère, moine augustin, de St. Bartholomew's Hospital de Londres[1].
- Première mention de la léproserie des Deux-Eaux, à Bréviandes, près Troyes, dans une charte de Hugues Ier, comte de Champagne, où cet établissement est qualifié d'« antique[2] ».
- Une fondation hospitalière est documentée à Venise sous l'invocation de saint Gilles[3].
- 1122-1123 : Barthélemy de Jur, évêque de Laon, en Picardie, fonde à La Neuville, faubourg de sa ville épiscopale, une maladrerie qui sera supprimée et dont les biens seront réunis à l'hôpital général en 1695[4],[5].
- 1123-1132 : un hospice de l'ordre du Saint-Sépulcre est mentionné à Pise[3].

## Divers
- Mort de Marbode, né vers 1035, évêque de Rennes en Bretagne, auteur d'un De lapidibus « composé sans doute peu avant 1096 », où « il est traité accessoirement des vertus thérapeutiques des pierres[6] » et selon lequel, par exemple, la topaze est utile à la guérison des hémorroïdes, ou le cristal, favorable à la lactation des nourrices[7].

## Personnalités
- Fl. André, médecin à l'abbaye d'Aniane en Languedoc[8].
- Fl. Hervé, médecin, cité dans une charte de l'abbaye Notre-Dame de Josaphat, près de Chartres[8].
- 1123-entre 1152 et 1156 : fl. Richer, médecin, cité dans des chartes de l'abbaye Notre-Dame de Josaphat[6],[9]